# Óblast de Ivánovo
Ivánovo (en ruso: Ивановская область, Ivánovskaya óblast) es uno de los cuarenta y siete óblast que, junto con las veintiuna repúblicas, nueve krais, cuatro distritos autónomos y dos ciudades federales, conforman los ochenta y tres sujetos federales de Rusia. Su capital es la homónima Ivánovo. Está ubicado en el distrito Central limitando al norte con Kostromá, al este con Nizhni Nóvgorod —la mitad septentrional de esta frontera la forma el Volga—, al sur con Vladímir y al oeste con Yaroslavl.
Tiene una superficie de 21 800 km², que en términos de extensión es similar a la de El Salvador, y una población estimada de 1 029 838 habitantes en 2016. Su tres mayores ciudades son Ivánovo (centro administrativo), Kíneshma y Shuya. El principal centro de turismo es Plyos. El río Volga fluye a través de la parte norte del óblast. Fue fundado en 1929 de las áreas del óblast de Kostromá y el óblast de Vladímir. El gobernador es Pavel Konkov.

## Geografía

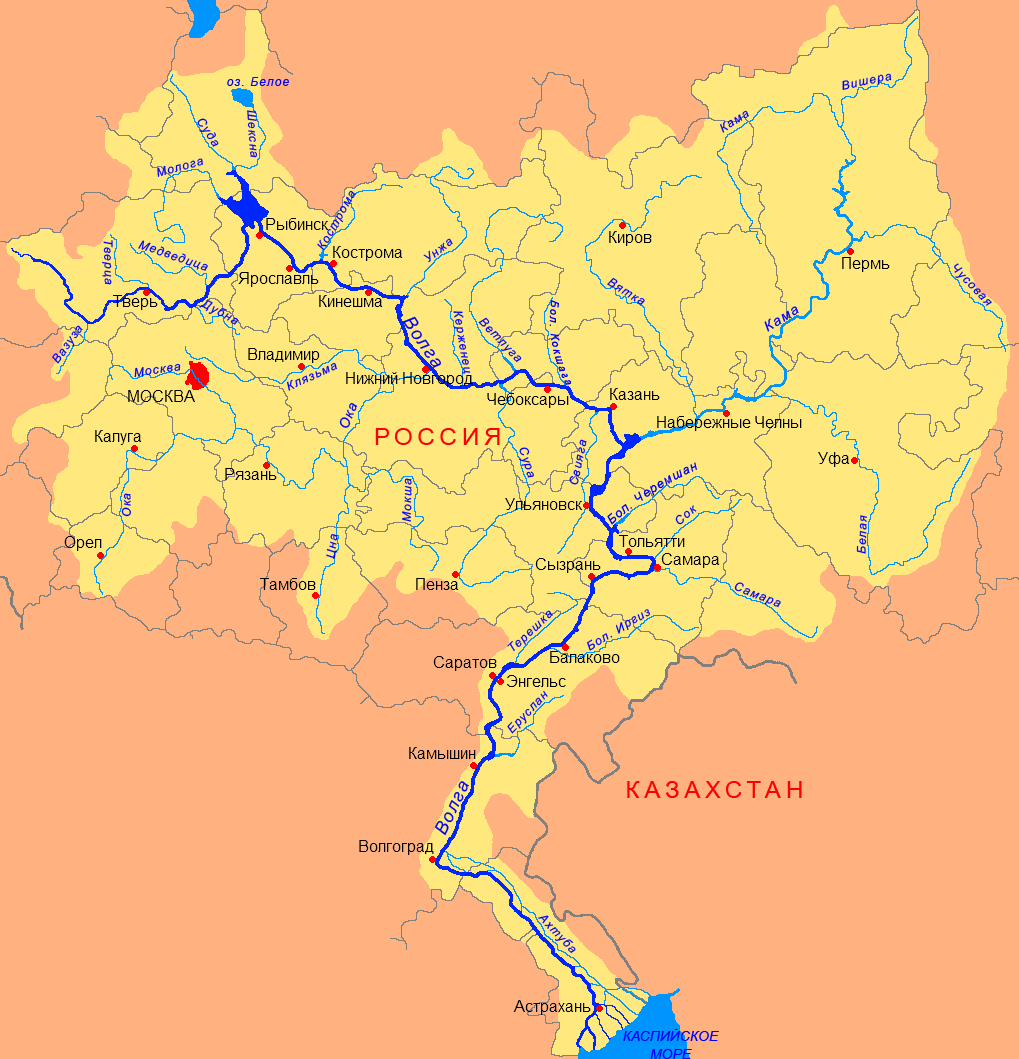
El Volga (Во́лга) fluye por el norte de este óblast —pasando por Kíneshma (Кинешма)— y forma parte de la frontera este con el óblast de Nizhni Nóvgorod, como se puede ver en este mapa en ruso

El óblast tiene fronteras con los óblast de Kostromá (N), Nizhni Nóvgorod (E), Vladímir (S), y Yaroslavl (O). La mayor parte de óblast se encuentra entre ríos Volga y Kliazma. La longitud del territorio de norte a sur es de 158 km y de oeste a este, 230 km. La superficie de la región de Ivanovo es una llanura plana; su mayor altura son 212 m y se encuentra al sureste. El punto más bajo del campo - 75 metros sobre el nivel del mar - está situado en la orilla del río Kliazma en sur. En el norte de la región de oeste a este estiró una cadena de morrenas terminales de la glaciación de Moscú - canto Rostov-Plyosskaya, el punto más alto que alcanza una altura de 195 m. En la parte sureste de la óblast entre los ríos Teza y Luj se encuentran pantanos, dolinas y lagos de karst.
En la región hay cerca de 1700 ríos y arroyos y más de 150 lagos. Los ríos más grandes son Volga, Kliazma, Teza (con afluencias Lúlej y Parsha), Úvod (con Újtojma y Viazma), Nerl (con su afluencia Nerl Úhtoma) y Luj (con Lándej). El mayor lago es el Rúbskoe —con un área de 2,97 km²—, situado en el distrito de Téykovo.
La región se encuentra en la intersección de dos áreas: la taiga europea y bosques mixtos. Los bosques cubren el 48% del territorio de óblast (1 037 500 hectáreas) y prados alrededor del 10%. Los distritos de Zavolzhsk, Yuzha y Téykovo son las áreas más cubiertos por los bosques.
En 1972, el área de flora incluidas cerca de mil especies de plantas silvestres y cultivadas.

## Ciudades más grandes
| # | Ciudad   | Población (2015) |
| - | -------- | ---------------- |
| 1 | Ivánovo  | 409 285          |
| 2 | Kíneshma | 85 344           |
| 3 | Shuya    | 58 795           |
| 4 | Víchuga  | 35 792           |
| 5 | Fúrmanov | 35 061           |
| 6 | Téykovo  | 33 276           |
| 7 | Kojma    | 29 258           |
| 8 | Rodnikí  | 25 142           |

## Zona horaria
El óblast de Ivánovo está localizado en la zona horaria de Moscú (MSK/MSD). La diferencia con UTC es +0300 (MSK)/+0400 (MSD).